# Frais

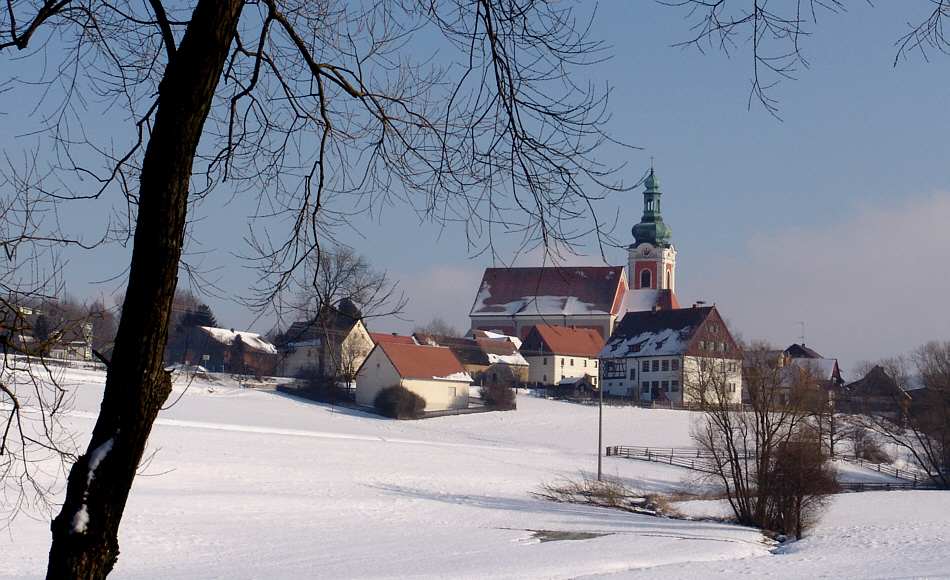
Neualbenreuth – ein Zentrum im ehemaligen Fraisgebiet

Die Frais (mundartlich Fraisch) ist ein kleines Gebiet am Fuße des 939 Meter hohen Tillenberges im heutigen Landkreis Tirschenreuth und Okres Cheb im Grenzland von Bayern und Tschechien.

## Etymologie und Bedeutung des Namens
Der Ausdruck Frais (Fraisch, Fraiß) kommt vom Althochdeutschen vreislich (schmerzhaft, Schrecken bringend). Im Heiligen Römischen Reich war eine Frais ein Gebiet, in welchem dem Eigentümer einer Grundherrschaft, dem Frais- oder Fraißherren, die Gerichtshoheit über seine erbuntertänigen Bauern zustand und ihm die Fraiß, der Zehnt des Erwirtschafteten, geliefert werden musste. Die Blutgerichtsbarkeit, eine Rechtsprechung über Leben und Tod, der sogenannte Blutbann, erfolgte nach den Aufzeichnungen eines Fraißbuches. Das althochdeutsche vreislich ist auch in dem volksmedizinischen Sammelbegriff der Fraisen, der Fallsucht eines Menschen enthalten. Dafür wurden bis in die Neuzeit Fraisenketten, eine Art Amulettsammlung zum Umhängen, und Freishemden gegen die Beschwerden der Betroffenen eingesetzt.

## Geschichte
In dem Fraisgebiet mit Untertanen der Stadt Eger und des Klosters Waldsassen herrschten besondere Besitz- und Gerichtsverhältnisse. Ursprünglich war das Egerland ein einheitliches Gebiet, zerfiel aber nach der Auflösung des Nordgaus in zwei verschiedene Interessen- und Herrschaftsgebiete, das Stiftland des Klosters Waldsassen und den Grundbesitz der Stadt Eger in Westböhmen. Sowohl die Stadt Eger als auch das Kloster Waldsassen besaßen und erwarben im Gebiet des anderen Besitz mit sich überschneidenden Rechtsverhältnissen und ständigen erbitterten Streitigkeiten über Gerichtsbarkeit, Lehenswesen, Steuern, Abgaben, Wehrpflichtige, Kirchenpatronate, Wegerecht, Märkte, Jagd, Fischerei und Braurecht, die bis zum Jahr 1591 anhielten.

### Interimsrezess vom 1591
Mit dem Grenz- und Zuständigkeitsvertrag vom 23. September 1591 kam es im Rathaus in Eger zu einer Vereinbarung zwischen der Stadt Eger und dem Kloster Waldsassen, die bis zum Jahr 1862 Gültigkeit hatte. In den zur Herrschaft und zum Klostergericht auf Schloss Hardeck gehörenden gemengten und ungemengten Dörfern Hardeck, Maiersreuth, Mugl, Schachten, Boden, Altalbenreuth und Bad Neualbenreuth, Querenbach und Gosel wechselten das Obergericht, die Rechtsprechung und die Einnahmen von den zinspflichtigen Bauern jährlich zwischen der Stadt Eger und dem Kloster Waldsassen.
Der Wechsel der Gerichtsbarkeit wurde jährlich im Juni auf dem Marktplatz in Neualbenreuth bekanntgegeben. Eigentlich sollte die Regelung nur vorübergehend sein, sie galt aber bis zu den Verträgen von München am 20. Juli 1846 und dem Wiener Vertrag vom 24. Juni 1862, mit denen erneut eine Aufteilung des Kondominiums erfolgte. Im Jahr 1848 war durch die Bauernbefreiung aus der Erbuntertänigkeit auch in der Frais im Landkreis Tirschenreuth und im Egerland ein Ende der Feudalherrschaft eingetreten.

### Wiener Vertrag vom 1862
Im Jahr 1846 wurden die Egerer Untertanen in Neualbenreuth – damals zinsten (fraisten) dort 49 Häuser nach Eger, 62 Häuser zum Kloster Waldsassen – in das Königreich Bayern eingegliedert. Der Pfarrbezirk, die Kirche und die Schule des Ortes blieben danach in ihren Rechten und Zuständigkeiten ungesichert. Am 24. Juni 1862 kam es in Wien zu einem Ausgleich und zu einer Aufhebung der bisherigen Rechtsverhältnisse in der Frais. Der Vertrag regelte im Wesentlichen, dass die Orte Neualbenreuth, Hatzenreuth und Querenbach zum Königreich Bayern kamen, Altalbenreuth, der Säuerlingshammer, Gosel und Schönlind zum Königreich Böhmen. Der Ort Boden wurde aus der Pfarrei Neualbenreuth ausgegliedert und nach Altkinsberg in Böhmen umgepfarrt, die Schulkinder von Boden wurden in der Volksschule in Altalbenreuth unterrichtet. Die Orte Ottengrün und Ernestgrün wurden Bayern zugeteilt. Am Tillenberg wurde die Grenzlinie vom Rimmelbrunnen bis zum Königstein berichtigt. Der Grenzstein Königsstein ist daher auch als Fraischstein anzusehen. Das Königreich Bayern erwarb von der Stadt Eger gegen Barzahlung von 1600 Reichstalern das Patronats- und Repräsentationsrecht der Pfarrei und der Schule in Neualbenreuth.
Die Streitigkeiten um den Besitz des südlich von Neualbenreuth gelegenen Egerer Stadtwalds, eines Quellgebiets mit einem Trinkwasserspeicher, wurde nach langwierigen und sehr schwierigen Verhandlungen gerichtlich zu Gunsten der Stadt Eger entschieden. Das Eigentum an dem 634 Hektar großen Waldgebiet wurde der Stadt Eger zugesprochen; die Nutzung der Erträge soll jedoch – entsprechend einer Vereinbarung – auch dem Erhalt und der Pflege des kulturellen Erbes dienen und eine besondere Verpflichtung gegenüber den ursprünglichen deutschen Bewohnern sein.